# Wendell Pierce

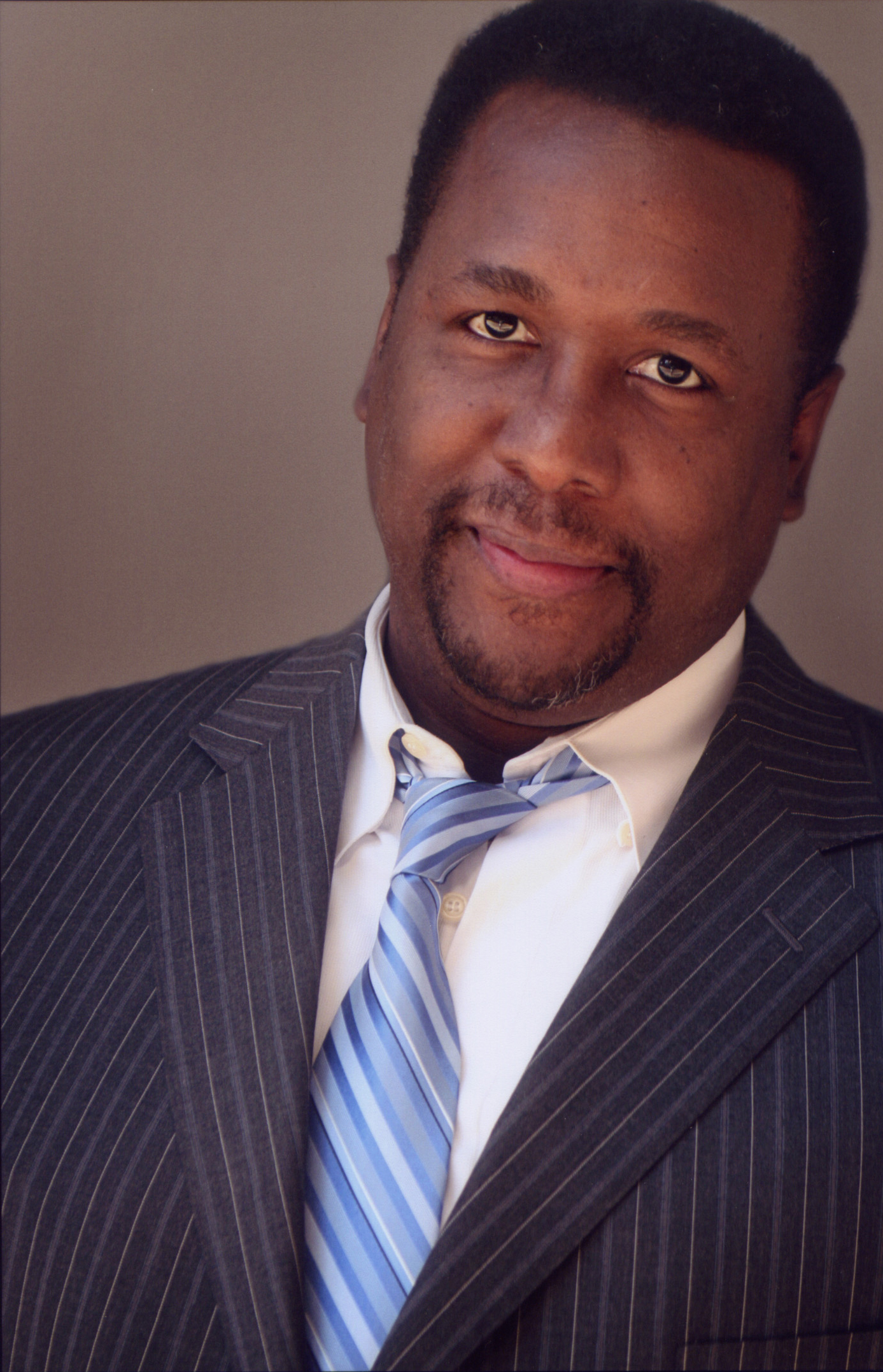
Wendell Pierce (2007)

Wendell Pierce (* 8. Dezember 1963 in New Orleans, Louisiana) ist ein US-amerikanischer Schauspieler.

## Leben
Seit 1986 spielte er in über 70 Filmen, Fernsehserien und -filmen mit. Pierce trat als er selbst in fünf Dokumentationen auf und wirkte bei zwei Filmen als Produzent mit. Bekannt ist er vor allem für seine Rollen als Detective Bunk Moreland bzw. Posaunist Antoine Batiste in den HBO-Dramen The Wire und Treme.
Für seine Rolle in The Wire wurde er 2007 für den NAACP Image Award for Outstanding Supporting Actor in a Drama Series (NAACP Image Award für „Bester Serien-Nebendarsteller – Drama“) nominiert.
2018 wurde er in die Academy of Motion Picture Arts and Sciences berufen, die jährlich die Oscars vergibt.

## Filmografie (Auswahl)
- 1989: Die Verdammten des Krieges (Casualties of War)
- 1989: Family Business
- 1991: Das 10 Millionen Ding (The 10 Million Dollar Getaway)
- 1994: 2 Millionen Dollar Trinkgeld (It Could Happen to You)
- 1995: Hackers – Im Netz des FBI (Hackers)
- 1996: Sleepers
- 1997–1998: The Gregory Hines Show (Fernsehserie, 20 Episoden)
- 2000–2001: Cursed (Fernsehserie, 17 Episoden)
- 2002–2008: The Wire (Fernsehserie, 54 Episoden)
- 2003: Fighting Temptations (The Fighting Temptations)
- 2004: Ray
- 2006: Law & Order: Trial by Jury (Fernsehserie, Folge 1x13 Kein wahrer Held)
- 2006: Stay Alive
- 2007: Ich glaub, ich lieb meine Frau (I Think I Love My Wife)
- 2007–2008: Numbers – Die Logik des Verbrechens (Numb3rs, Fernsehserie, 4 Episoden)
- 2008: In Plain Sight – In der Schusslinie (In Plain Sight, Fernsehserie, Folge 1x07)
- 2010–2013: Treme (Fernsehserie, 38 Episoden)
- 2011: Kill the Boss (Horrible Bosses)
- 2012: Breaking Dawn – Biss zum Ende der Nacht, Teil 2 (The Twilight Saga: Breaking Dawn – Part 2)
- 2013: Die Möbius-Affäre (Möbius)
- 2013: Parker
- 2013–2014: The Michael J. Fox Show (Fernsehserie, 21 Episoden)
- 2013–2019: Suits (Fernsehserie, 29 Episoden)
- 2014: Selma
- 2014–2015: Ray Donovan (Fernsehserie, 11 Episoden)
- 2015: The Night Shift (Fernsehserie, 1 Episode)
- 2015: The Gift
- 2015–2017: Odd Couple (The Odd Couple, Fernsehserie, 39 Episoden)
- 2016: Grease Live! (Fernsehfilm)
- 2017–2020: Chicago P.D. (Fernsehserie, 9 Episoden)
- 2018–2023: Tom Clancy’s Jack Ryan (Fernsehserie)
- 2018: Piercing
- 2018: Unsolved (Fernsehserie)
- 2019: Clemency
- 2019: Burning Cane
- 2021: The Watch (Fernsehserie)
- 2023: Accused (Fernsehserie)
- seit 2024: Elsbeth (Fernsehserie)
- 2025: Thunderbolts*
- 2025: Highest 2 Lowest
- 2025: Superman